# Jeremy Bacon
Jeremy Bacon (* 16. Dezember 1959 in New York City; † 8. Juli 2024 in Tacoma) war ein US-amerikanischer Jazzmusiker (Piano).

## Leben und Wirken
Bacon wuchs in einer Familie auf, die im Jazz verwurzelt war. Er studierte Jazzimprovisation und Komposition am Oberlin College und war Schüler von Don Pullen. In den folgenden Jahren war er regelmäßiger Pianist im Charles Fambrough Trio. In dieser Gruppe arbeitete er u. a. mit Jeff „Tain“ Watts, Joe Ford, Johnny Coles, Pat Martino, Michael Mossman und Ralph Bowen. Daneben leitete er seine eigenen Gruppe auf zwei ausgedehnten Tourneen in Japan, hatte die musikalische Leitung der Billie-Holiday-Show von Joey Arias in der Carnegie Hall und arbeitete mit einer Reihe von Sängern und Instrumentalisten zusammen, darunter Queen Esther Marrow. Im Laufe seiner Karriere trat er im Kennedy Center, in der Carnegie Hall, im Birdland, im Smalls, Smoke, im Minton’s, in der 55 Bar, im Blue Note, an der Penn State University und in vielen anderen Clubs in und um New York auf.
Unter eigenem Namen legte Bacon 2017 das Album Cage Free Free Range (Squatty Roo Records) vor, eingespielt im Trio mit Thomson Kneeland (Bass) und Shawn Baltazor (Schlagzeug). Seit seiner Ankunft in Seattle im Jahr 2018 arbeitete er als Vollzeitmusiker, unterrichtete Piano an der Fakultät des Cornish College of the Arts, begleitete Tanzkurse in der Cornish Theatre Department, trat mit Jazz Ed an vielen regionalen Grundschulen auf und leitete sein eigenes Quartett im Jazzclub von Tula. Im Bereich des Jazz war Bacon laut Tom Lord zwischen 1999 und um 2024 an sechs Aufnahmesessions beteiligt, mit den Formationen Yalloppin Hounds (Ghetto Swing Extreme!) und  Big Train (Travels, mit Justin Flynn, Ugonna Okegwo, Jeff Ballard), Joey „G-Clef“ Cavaseno, zuletzt mit Queen Esther (Things Are Looking Up, u. a. mit Hilliard Greene, Warren Smith).